# Watermolen van Dongen
De Watermolen van Dongen was een watermolen op de Donge te Dongen, van het type onderslagmolen.
De molen bevond zich nabij de huidige Sluisweg.

## Geschiedenis
Reeds in 1350 werd deze molen schriftelijk vermeld, maar ze kan nog ouder geweest zijn. In 1673 werd de molen door de Franse troepen in brand gestoken, maar herbouwd. In 1778 werd in opdracht van Stadhouder Willem V een achtkante stenen windmolen naast de watermolen gebouwd, waardoor een watervluchtmolen ontstond. De windmolen stond bekend als de Prinsenmolen. Het was een zogenaamde domeinmolen die door de Nederlandse Staat werd verpacht. Deze werd in 1910 door brand verwoest en in 1920 afgebroken.
De watermolen werd in 1912 buiten gebruik gesteld en in 1936 afgebroken.
De watervluchtmolen is zowel in gebruik geweest als korenmolen, als schorsmolen en als volmolen.